# Tallört
Tallört (Monotropa hypopitys) är en växtart i familjen ljungväxter. Den är en parasit som saknar förmågan att bilda klorofyll och är därför blek och gulaktig. Tallört är en flerårig ört med nedböjd blomklase. Stjälken är ganska tjock och något köttig, bladen är fjäll-lika. Blommorna sitter i en fåblommig blomställning som vid blomningen är nedböjd och även foderblad och kronblad är blekt gula. Den översta blomman är oftast femtalig med fem kronblad och tio ståndare, medan de nedre är fyrtaliga med fyra kronblad och åtta ståndare. Att ha olika antal på samma planta är ovanligt bland angiospermerna.
Den växer i skogar, helst barrskog. Namnet hypopitys betyder "under tallen". Den blommar under sommarens senare del.

## Parasitism
Tallört lever som parasit på svamp och är alltså mykoheterotrof. Arten har liksom vissa andra ljungväxter mycket små (<1 mm) frön som saknar endosperm (frövita). De har ingen näring att försörja grodden med utan måste få kontakt med en mykorrhizasvamp först. I detta fall utnyttjar den icke-fotosyntetiska växten svampen (och indirekt de mykorrhizabildande träden) för att få mineralnäring och vatten (från svampen) och kolhydrater (från träden). Tallört är specialiserad att leva på svampar i släktet Tricholoma (musseroner).
Tidigare ansågs tallört vara en saprofyt, men den lever inte på nedbrytning utan är en utpräglad parasit.